# Bolano (Fisciano)
Bolano è una frazione del comune italiano di Fisciano, in provincia di Salerno.

## Storia

### Origini
Bolano è una delle più antiche contrade di Fisciano, situata a circa 195 m sul livello del mare, e si colloca sulla Popilia  l'antica strada consolare romana, che da Salerno portava all'Appia antica.
Bolano è un toponimo di origine romana (forse derivante da "Bola", antichissima città del Lazio).
Le prime notizie certe della località le abbiamo in uno atto di vendita risalente all'anno 801. Antichissima è l'edificazione della chiesa di Bolano che originariamente era situata presso la zona attualmente denominata area San Quirico.
Bolano, come tutte le frazioni del comune ha dato un valido contributo all'epoca dell'italico Risorgimento, ricordiamo il gruppo di artigiani e contadini della contrada, Giuseppe e Francesco Siniscalchi, i fratelli Luzzi, Giovanni ed Antonio Rotondo, che si distinsero notevolmente nella famosa vendita carbonara di Penta.
La località è stata gravemente danneggiata dal violento terremoto del 23 novembre 1980. Ai margini del suo territorio è sorta, la facoltà di Medicina e Chirurgia, il primo nucleo dell'Università degli Studi di Salerno, la seconda della Campania. La frazione è dotata di un campo sportivo, ed è sede della società sportiva "Atletico Bolano".

## Geografia fisica

### Posizione
Il paese sorge nella Valle dell'Irno confinante con Baronissi. Da Fisciano dista circa 3,5  km, 4 da Mercato San Severino e 14 da Salerno. Bolano è urbanamente contigua ad un'altra frazione fiscianese, Lancusi (di cui è considerata, erroneamente, una frazione o un rione), e molto vicina alla frazione baroniense di Sava.

### Caratteristiche
Il nucleo di Bolano è composto dal centro sorto intorno alla Chiesa di San Quirico, benché quest'ultima sia successiva e si sia trovata al centro del paese a causa del suo sviluppo urbano degli ultimi decenni.
Ai margini del territorio è sorta la facoltà di Scienze, poi convertita nella facoltà di Medicina, dell'Università degli Studi di Salerno.

## Monumenti e luoghi d'interesse

### Chiesa di San Quirico

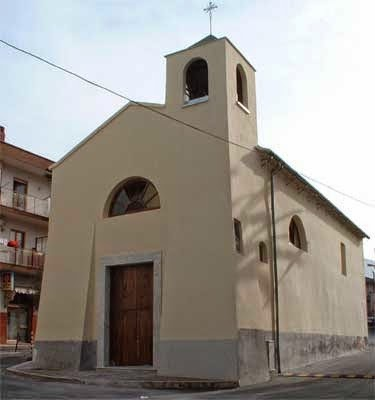
Chiesa di San Quirico Martire

Il culto di san Quirico a Bolano, unica località in Campania ad avere una chiesa dedicata al piccolo martire, ha origini antichissime. Si dice che il corpo del santo sia stato qui per un breve periodo. La statua a lui dedicata è oggi conservata nell'omonima chiesa.
L'attuale Chiesa di San Quirico posta nel nucleo storico di Bolano era originariamente una Cappella dedicata a Santa Maria del Carmine con legati alla Congrega della Carità di Fisciano.
Fu individuata quale sede parrocchiale in alternativa dell'antica Chiesa di S. Quirico, posta fuori paese in località Rio Secco (ancora oggi indicato dai toponimi popolari con "area San Quirico"), abbandonata perché spesso inutilizzabile per le inondazioni del vicino rio. Diroccatasi, allo stato attuale il sito è individuabile per la presenza di un immobile edilizio adibito a residenza. La proprietà alienata come si evince dalla descrizione dei beni della parrocchia nei documenti conservati:
Nei pochi documenti conservati non si sono trovate fonti in merito all'epoca dell'edificazione e della successiva trasformazione in sede parrocchiale dell'edificio attuale. I vecchi registri parrocchiali sono andati persi, presumibilmente, in una delle inondazioni della originaria sede posta in prossimità del Rio Secco.
L'impianto architettonico è a navata unica, con la parte finale dell'abside coperta con volta a botte sulla quale degli stucchi definiscono un sorta di cassettonato;
La peculiarità planimetrica è data dal non essere perfettamente rettangolare e di avere i lati corti sghembi e paralleli al vicoletto su cui prospetta. La definizione dell'attuale presbiterio mediante una diversa copertura e la presenza dei due archi porterebbero a supporre che l'originario impianto potesse essere diverso, definendosi così una piccola cappella di campagna, posta lungo la stradina, ancora oggi visibile, che si diparte dalla strada statale e che attraversando Bolano proseguiva verso Lancusi e Penta. Solo successivamente potrebbe essere stata ampliata con il prolungamento della navata e la realizzazione del piccolo campanile. I contrafforti sulla facciata principale potrebbero essere stati realizzati a seguito dei danni provocati da un evento tellurico nei secoli scorsi.
Nel cantonale sud, posti a più di tre metri d'altezza, vi sono due fregi, realizzati in pietra tufacea, raffiguranti uno il Cristo crocifisso e l'altro San Sebastiano.
Queste le notizie tratte dalle poche fonti reperibili, le citazioni sono tratte dai documenti redatti dal parroco Vincenzo Negri fu Domenico per le Visite Pastorali. La più completa è quella stilata per il 2 luglio 1917.

## Società

### Religione
La maggioranza della popolazione è di religione cristiana di rito cattolico[7]; la frazione appartiene all'Arcidiocesi di Salerno-Campagna-Acerno.
La parrocchia di riferimento è San Martino e Quirico, con sede in piazza Regina Margherita, Lancusi

#### Feste religiose
- Festa di Maria SS. Addolorata (15 settembre)

### Tradizione
Eventi culturali
- Concorso "Madonnari in Piazza... e Oltre" (la domenica successiva alla festa di Maria SS. Addolorata)[2]

#### Eventi enogastronomici
- Festa del Saltimbocca (giugno)

## Sport

### Impianti sportivi
La frazione è dotato di un Campo Sportivo "San Quirico" in via Siniscalchi.

## Amministrazione

### Gemellaggi
La frazione è gemellata con:
- Striano, dal 2015, gemellaggio dei concorsi dei Madonnari.